# Нижегородка (Уфимський район)
Нижегоро́дка (рос. Нижегородка, башк. Нижегородка) — село у складі Уфимського району Башкортостану, Росія. Входить до складу Зубовської сільської ради.
Населення — 2541 особа (2010; 2075 в 2002).
Національний склад:
- росіяни — 59 %